# Катастрофа Ил-18 под Самаркандом
Катастрофа Ил-18 под Самаркандом — крупная авиационная катастрофа, произошедшая в пятницу 6 февраля 1970 года в окрестностях Самарканда. Авиалайнер Ил-18В Ташкентского ОАО авиакомпании «Аэрофлот» выполнял плановый внутренний рейс У-45 по маршруту Ташкент — Самарканд, но при заходе на посадку в Самаркандском аэропорту лайнер врезался в гору и разрушился. Погибли 92 человека из 106 — 98 пассажиров и 8 членов экипажа, выжили 14 человек.
На момент событий это была крупнейшая авиационная катастрофа в Узбекистане (на 2024 год — вторая, после катастрофы под Учкудуком).

## Самолёт
Ил-18В с бортовым номером 75798 (заводской — 182004303, серийный — 043-30) был выпущен заводом ММЗ «Знамя Труда» 29 января 1962 года и был передан Главному управлению гражданского воздушного флота, которое к 7 февраля направило его в Ташкентский авиаотряд Узбекского управления гражданской авиации. Его салон имел пассажировместимость на 89 мест. Всего на момент катастрофы авиалайнер имел 12 885 часов налёта и 4968 посадок.

## Экипаж
Ил-18 пилотировал экипаж из 203-го авиаотряда, состав которого был:
Командир воздушного судна (КВС) — Николай Никифорович Лях
Второй пилот — Леонид Васильевич Елычев
Штурман — Растям Ибрагимович Матросов
Бортмеханик — Рим Миргасимович Давлетов
Бортрадист — Виктор Михайлович Волков
В салоне самолёта работали трое бортпроводников:
Лидия Николаевна Лысенко
Ташрулат Шакирович Рахимов
Валентина Константиновна Клейменова

## Хронология событий

### Вылет
В 16:11 местного времени (14:42 МСК) рейс У-45 вылетел из Ташкентского аэропорта Южный, его выполнял Ил-18В борт СССР-75798 и после набора высоты занял эшелон полёта 5100 метров. На его борту находились 98 пассажиров: 90 взрослых и 8 детей.

### Полёт до Самарканда
Согласно имеющемуся у экипажа прогнозу погоды, по маршруту предусматривались облака с нижней границей 300—500 метров и верхней 3000—4000 метров, в которых ожидалось умеренное обледенение и умеренная турбулентность, на эшелоне полёта прогнозировался западный ураганный ветер со скоростью 60 м/с. Первая половина пути должна была проходить в условиях сильной болтанки и ливневого дождя, местами снег. Также в пути самолёт должен был пересечь холодный фронт.
Практически весь полёт прошёл в облаках. Пролетев Джизак, экипаж перешёл на связь с РДП Самарканда. В 14:33:47 расстояние до Самаркандского аэропорта составляло 93 километра, когда экипажу было дано разрешение входить в воздушную зону и снижаться до высоты 2700 метров, при этом указав, когда будут проходить высоту 3300 метров. На скорости 470 км/ч Ил-18 начал снижаться с вертикальной скоростью 8,9 м/с. Через пару минут в 14:35:45 диспетчер передал экипажу, что по предварительным данным посадка будет осуществляться по курсу 272°, однако уже в 14:36:22 в связи с изменением направления ветра изменил решение и передал, что посадка будет осуществляться по курсу 92°. Получение информации было подтверждено экипажем, а в 14:37:00 с самолёта было доложено о прохождении высоты 3300 метров, в ответ на что диспетчер подтвердил разрешение снижаться до 2700 метров. а в 14:37:18 передал, что самолёт в 59 километрах от аэропорта. В 14:38:26 диспетчер передал, что расстояние до аэропорта составляет 53 километра, в ответ на что с самолёта доложили, что они заняли высоту 2700 метров. Скорость самолёта к тому времени снизилась до 410 км/ч.

### Заход на посадку, катастрофа
Далее экипаж перешёл на связь с диспетчером подхода Донцовым. По запросу экипажа, в 14:38:42 Донцов сообщил, что небо затянуто кучево-дождевыми и слоисто-кучевыми облаками высотой 1000 метров и с нижней границей 450 метров, слабый дождь, свежий ветер, температура воздуха +5 °C, видимость более 5 километров. В 14:39:13 диспетчер сообщил, что самолёт в 48 километрах от аэропорта, посадка будет осуществляться по курсу 92° и при этом курсо-глиссадная система работает, после чего дал разрешение снижаться до 2400 метров. Экипаж подтвердил указание и на скорости 380 км/ч снизился до высоты 2400 метров, о чём доложил в 14:39:48. И тут запутавшись в определении значений по экрану радиолокатора («Экран-Д»), диспетчер Донцов передал ошибочно экипажу удаление в 31 километр, тогда как реальное составляло 42—44, то есть на десяток с лишним километров больше. Ошибясь в определении местоположения авиалайнера, диспетчер Донцов ошибочно решил, что тот уже вышел из зоны горного массива, в связи с чем дал экипажу схему снижения и захода на посадку по курсу 92°, и разрешил занимать высоту круга (600 метров) на траверз по давлению 708 мм рт. ст., а также указал, что дует умеренный южный ветер. В 14:40:09 с самолёта подтвердили получение информации и установку давления.
В 16:42:00 местного времени снижающийся в облаках с приборной скоростью 380 км/ч и с вертикальной 7 м/с, Ил-18 на высоте 1500 метров и в 32 километрах северо-восточнее аэропорта под углом пикирования 15° врезался в покрытый снегом склон горы. От удара фюзеляж разорвало на пять частей. Второй пилот и 13 пассажиров получили различные ранения, а остальные 92 человека (7 членов экипажа, 78 взрослых пассажиров и 7 детей) погибли.

## Причины

### Расследование
Радиолокатор диспетчера был исправен, а ошибочное определение расстояния до самолёта было вызвано человеческим фактором, когда диспетчер ошибся в подсчёте расстояния по индикатору. При масштабе индикатора на 90 километров это вполне возможно. Сам же курс посадки 92°, по которому диспетчер вёл экипаж, не предназначен для полётов по приборам, то есть при низкой видимости. Тем не менее, диспетчеры достаточно активно пользовались схемой захода на посадку по данному курсу, притом, что схема отличалась от инструкций по производству полётов в Самаркандском аэропорту.
Присутствующие по маршруту полёта кучево-дождевые облаке и осадки вносили серьёзные помехи в работу установленного на самолёте бортового радиолокатора. Так как штурман не имел сведений о скорости ветра в направлении полёта, то он не мог достаточно точно определить выход из горного района. Собственно, сам командир экипажа при предполётной подготовке составил такой разрез погоды по маршруту полёта, на котором не были указаны зоны болтанки, кучево-дождевой облачности и обледенения. Дежурный синоптик ЗАМЦ Ташкентского аэропорта поставил штамп, что экипаж прошёл метеоподготовку, при этом не внеся в данный график необходимых добавлений, которые должны были указать опасные метеоявления. В результате экипаж оказался в сложных погодных условиях, которых не ожидали, да ещё и пропала возможность следить за рельефом земной поверхности. На этот счёт уже была выпущена специальная директива, которая поступила в Узбекское УГА 31 января 1970 года, то есть за неделю до катастрофы. Согласно данной директиве, экипаж по схеме снижения и захода должен был по достижении безопасной высоты сохранять её вплоть до выхода на ДПРМ. Однако эта директива, несмотря на распоряжение немедленно довести её до экипажей, до экипажей доведена так и не была. В итоге экипаж Ил-18 оказался не готов к тому, чтобы отказаться от снижения и сохранять безопасную высоту, вместо этого начав слепо выполнять команды диспетчера.

### Выводы комиссии
Главная причина катастрофы — нарушение диспетчером подхода и КВС действующей схемы снижения и захода на посадку в облаках и выдача диспетчером подхода ошибочной информации об удалении самолёта от аэродрома, в результате чего произошло преждевременное снижение и столкновение самолёта с горой.
Сопутствующие причины:
1. Отсутствие должного порядка в организации УВД а/п Самарканд и подготовке диспетчерского состава.
2. Низкий уровень летной дисциплины и недостатки воспитательной работы, приведшие к систематическим нарушениям правил полетов в аэропорту Самарканд экипажами 203 лётного отряда. Ранее имели место многочисленные случаи подходов к аэродрому на самолётах Ил-18 в фактических условиях полёта по приборам с нарушениями установленной для ППП схемы со снижением с безопасной высоты в полете по приборам после пролёта гор без выхода на ДПРМ. Полеты с фактическим нарушением схемы ППП вошли в повседневную практику и выполнялись во многих случаях в присутствии на борту проверяющих из командно-летного состава.
3. Между передачей удаления 48 километров и 31 километр прошло 37 секунд. Для данного типа самолета пролететь расстояние 17 километров за это время невозможно [для этого нужна скорость свыше 1600 км/ч)]. Однако экипаж, не усомнившись в достоверности полученной информации, приступил к снижению по визуальной схеме вне видимости земли.

Неправильный отсчёт удаления диспетчером подхода мог произойти вследствие: 
1. необходимости попеременного использования двух масштабов индикатора для наблюдения за самолетами, находившимися на существенно различном удалении от радиолокатора
2. использования индикатора радиолокатора Экран-Д с «темновой» радиолокационной электронно-лучевой трубкой и тубусом в условиях высокой внешней освещенности на рабочем месте, имея в виду, что диспетчер подхода совмещает функции диспетчера СДП. Это требует при работе с индикатором напряжения зрения и дополнительного времени на его адаптацию, что существенно затрудняет наблюдение, способствуя быстрому утомлению зрения.

— 